# Emmy Internacional de melhor telefilme ou minissérie
O Prêmio Emmy Internacional de Melhor Telefilme ou Minissérie (em inglês: International Emmy Award for Best TV Movie/Mini-Series) é concedido desde 2002 pela Academia Internacional das Artes & Ciências Televisivas (IATAS) às melhores produções de minisséries ou filmes feitos para televisão, que foram inicialmente produzidos e exibidos fora dos Estados Unidos. A cerimônia de premiação ocorre em Nova York.

## Regras e regulamentos
Pelas regras da Academia Internacional, o prêmio é designado para uma produção que apresente uma estrutura narrativa completa, com um número limitado de episódios, geralmente entre um (1) e doze (12). Cada episódio deve ter uma duração mínima correspondente ao formato de meia hora televisada. Um filme para TV é considerado como um único episódio, enquanto uma minissérie deve incluir mais de dois (2) episódios. Caso o programa faça parte de uma série de antologia, os episódios elegíveis nesta categoria devem ter duração superior a uma (1) hora.

## Resumo
| N.º de vitórias | País        |
| --------------- | ----------- |
| 8               | Reino Unido |
| 6               | Alemanha    |
| 2               | França      |

## Vencedores e indicados
| Ano            | Título                                          | Rede de televisão                               | País           |
| Década de 2000 | Década de 2000                                  | Década de 2000                                  | Década de 2000 |
| -------------- | ----------------------------------------------- | ----------------------------------------------- | -------------- |
| 2002           | Die Manns - Ein Jahrhundertroman                | WDR/BR/NDR/ORF/SRG                              | Alemanha       |
| 2002           | The Enclave                                     | All Yours Film/VARA                             | Países Baixos  |
| 2002           | Perfect Strangers                               | BBC Two                                         | Reino Unido    |
| 2002           | Sunday                                          | Sunday Productions/Channel 4                    | Reino Unido    |
| 2003           | Mein Vater                                      | Colonia Media/WDR                               | Alemanha       |
| 2003           | Ramona                                          | Sveriges Television                             | Suécia         |
| 2003           | Jean Moulin, une affaire française              | TF1                                             | França         |
| 2003           | Murder                                          | Tiger Aspect Productions/BBC                    | Reino Unido    |
| 2004           | Henry VIII                                      | Granada Television/ITV                          | Reino Unido    |
| 2004           | The Canterbury Tales                            | BBC                                             | Reino Unido    |
| 2004           | The Deal                                        | Granada Television/Channel 4                    | Reino Unido    |
| 2004           | L'Affaire Dominici                              | TF1                                             | França         |
| 2005           | Unge Andersen                                   | DR/SVT/Nordisk Film                             | Dinamarca      |
| 2005           | Hoje É Dia de Maria                             | TV Globo                                        | Brasil         |
| 2005           | Julie, chevalier de Maupin                      | TF1                                             | França         |
| 2005           | Hawking                                         | BBC                                             | Reino Unido    |
| 2006           | Nuit noire 17 octobre 1961                      | France 3 Cinéma/Canal+                          | França         |
| 2006           | Filhos do Carnaval                              | HBO Brasil                                      | Brasil         |
| 2006           | The Crown Princess                              | DR/SVT/SF Studios/TV2 Norge                     | Suécia         |
| 2006           | Elizabeth I: A Rainha Virgem                    | BBC/Power Entertainment                         | Reino Unido    |
| 2007           | Death of a President                            | Film4/More4                                     | Reino Unido    |
| 2007           | Antônia                                         | TV Globo                                        | Brasil         |
| 2007           | Toy Train                                       | CCTV-6                                          | China          |
| 2007           | Die Mauer - Berlin '61                          | WDR/GmbH                                        | Alemanha       |
| 2008           | Television por la identidad                     | Telefe Contenidos                               | Argentina      |
| 2008           | Britz                                           | Channel 4                                       | Reino Unido    |
| 2008           | The Miracle of Berlin                           | ZDF                                             | Alemanha       |
| 2008           | Wait for the Birth of the Husband               | CCTV-6                                          | China          |
| 2009           | Die Wölfe                                       | ZDF                                             | Alemanha       |
| 2009           | Maysa: Quando Fala o Coração                    | TV Globo                                        | Brasil         |
| 2009           | Ultimate Rescue (极限救援)                      | CCTV-6                                          | China          |
| 2009           | The Shooting of Thomas Hurndall                 | Talkback Thames/Channel 4                       | Reino Unido    |
| Década de 2010 |                                                 |                                                 |                |
| 2010           | Small Island                                    | Ruby Films/BBC One                              | Reino Unido    |
| 2010           | Hopeville                                       | SABC/Curious Pictures/Heartlines                | África do Sul  |
| 2010           | Som & Fúria                                     | TV Globo/O2 Filmes                              | Brasil         |
| 2010           | Mein Leben – Marcel Reich-Ranicki               | WDR                                             | Alemanha       |
| 2011           | Millennium                                      | SVT/ZDF                                         | Suécia         |
| 2011           | Mo                                              | ITV Studios/Channel 4                           | Reino Unido    |
| 2011           | Operación Jaque                                 | Paraíso Pictures/Pentagrama Films/Caracol TV    | Colômbia       |
| 2011           | Shu shain boi                                   | Toho Company/TV Tokyo                           | Japão          |
| 2012           | Black Mirror                                    | Zeppotron /Channel 4                            | Reino Unido    |
| 2012           | Shoshû                                          | Chubu-nippon Broadcasting Company/TBS           | Japão          |
| 2012           | Homens de Bem                                   | TV Globo                                        | Brasil         |
| 2012           | L'Infiltré                                      | Aperto Films/Breakout Films/Canal Plus          | França         |
| 2013           | A Day for a Miracle                             | Graf Film/ZDF/ORF                               | Alemanha       |
| 2013           | Somos                                           | Agadu/Canal 10                                  | Uruguai        |
| 2013           | Secret State                                    | Company Pictures/Newscope Films/Channel 4       | Reino Unido    |
| 2013           | Heaven's Ark                                    | Above The Line Productions/WOWOW                | Japão          |
| 2014           | Generation War                                  | teamWorx Television & Film/ZDF/Beta Film        | Alemanha       |
| 2014           | Alexandre e Outros Heróis                       | TV Globo                                        | Brasil         |
| 2014           | An Adventure in Space and Time                  | BBC                                             | Reino Unido    |
| 2014           | Radio                                           | TV Man Union                                    | Japão          |
| 2015           | Soldat blanc                                    | Breakout Films/Canal+                           | França         |
| 2015           | La celebración                                  | Telefe                                          | Argentina      |
| 2015           | Common                                          | LA Productions/BBC One                          | Reino Unido    |
| 2015           | Hitojichi no Roudokukai                         | Twins Japan/WOWOW                               | Japão          |
| 2016           | Capital                                         | Kudos/BBC One                                   | Reino Unido    |
| 2016           | Os Experientes                                  | O2 Filmes/TV Globo                              | Brasil         |
| 2016           | Nu Entre Lobos                                  | UFA Fiction/ARD                                 | Alemanha       |
| 2016           | Splash Splash Love                              | MBC                                             | Coreia do Sul  |
| 2017           | Ne m'abandonne pas                              | Scarlett Production/France 2                    | França         |
| 2017           | Reg                                             | LA Productions/BBC                              | Reino Unido    |
| 2017           | Alemão                                          | TV Globo/O2 Filmes                              | Brasil         |
| 2017           | Tokyo Trial                                     | Don Carmody Television/NHK/FATT Productions     | Japão          |
| 2018           | Man in an Orange Shirt                          | Kudos/BBC/Masterpiece                           | Reino Unido    |
| 2018           | Toter Winkel                                    | Geissendoerfer Film & Fernsehproduktion/WDR/ARD | Alemanha       |
| 2018           | Aldo – Mais Forte que o Mundo                   | Globo Filmes/Black Maria/Paris Entretenimento   | Brasil         |
| 2018           | Kurara: The Dazzling Life of Hokusai's Daughter | Don Carmody Television/NHK/FATT Productions     | Japão          |
| 2019           | Safe Harbour                                    | Matchbox Pictures/SBS                           | Austrália      |
| 2019           | Se Eu Fechar os Olhos Agora                     | TV Globo                                        | Brasil         |
| 2019           | Trezor                                          | Szupermodern Studio/Duna TV                     | Hungria        |
| 2019           | Lust Stories                                    | Skywalk Films/Flying Unicorn Entertainment/RSVP | Índia          |
| Década de 2020 |                                                 |                                                 |                |
| 2020           | Responsible Child                               | Kudos/72 films                                  | Reino Unido    |
| 2020           | Elis - Viver é Melhor que Sonhar                | TV Globo/Globo Filmes/Academia de Filmes        | Brasil         |
| 2020           | L'Effondrement                                  | Canal+/ET Bim/Studio+                           | França         |
| 2020           | The Festival of the Little Gods                 | Tohoku Broadcasting                             | Japão          |
| 2021           | Atlantic Crossing                               | Cinenord/Beta Film/NRK                          | Dinamarca      |
| 2021           | Des                                             | New Pictures/ITV                                | Reino Unido    |
| 2021           | It's Okay to Not Be Okay                        | TVN                                             | Coreia do Sul  |
| 2021           | Todas as Mulheres do Mundo                      | Globoplay                                       | Brasil         |
| 2022           | Help                                            | All3Media/Channel 4                             | Reino Unido    |
| 2022           | Il est elle                                     | Newen Connect/And So On Films/TF1               | França         |
| 2022           | Isabel                                          | Megamedia Chile                                 | Chile          |
| 2022           | On the Job                                      | HBO/WarnerMedia                                 | Filipinas      |
| 2023           | La caída                                        | Madam/Filmadora/Infity Hill/Amazon Studios      | México         |
| 2023           | Reborn Rich                                     | Raemongraein/SLL/ChaebolSPC/VIU                 | Coreia do Sul  |
| 2023           | Infiniti                                        | Empreinte Digitale/Federation Ent. Belgique     | França         |
| 2023           | Life and Death in the Warehouse                 | BBC Studios                                     | Reino Unido    |
| 2024           | Liebes Kind                                     | Constantin Film AG/Netflix                      | Alemanha       |
| 2024           | Anderson Spider Silva                           | Pródigo Filmes/Paramount+                       | Brasil         |
| 2024           | Deaf Voice: Hotei no Shuwa Tsuyakushi           | NHK                                             | Japão          |
| 2024           | The Sixth Commandment                           | Wild Mercury Prod./True Vision                  | Reino Unido    |